# Packereigraben
Der Packereigraben ist ein Kleingewässer im Norden von Berlin.
Er wird aus dem Seggeluchbecken und dem Klötzbecken beim Märkischen Viertel gespeist. Nachdem er bei den früheren Volta-Werken (heute ein Baumarkt) die Bundesstraße 96 gequert hat, bildet er die Grenze zwischen dem Ortsteil Waidmannslust und der Ortslage Cité Foch im Ortsteil Wittenau. Im Steinbergpark durchfließt er den Steinbergsee und mündet schließlich gegenüber dem Havelmüllerweg in den Nordgraben. Bis 1929 mündete der Packereigraben noch direkt in das Tegeler Fließ. Erst beim Bau des Nordgrabens wurde sein Verlauf geändert.